# Ichiro Ito
Ichiro Ito (伊藤一朗 Itoo Ichiroo?) es un guitarrista del grupo Every Little Thing. Nació el 10 de noviembre de 1967 en Yokusuka, Kanagawa.
Desde joven siempre fue muy bueno para tocar la guitarra, y fue su amigo en ese entonces Mitsuru Igarashi el que le ofreció entrar Every Little Thing, grupo que más tarde sería uno de los más representativos del J-Pop en Japón.
Su capacidad de tocar la guitarra ha sido muy apreciada en su país, y es considerado superior a grandes guitarristas nipones como Penicillin, Glay, e incluso se la considerado al mismo nivel que uno de los grandes, Tetsuya Komuro, productor de renombre e integrante del grupo Globe.
- Datos: Q1055198
- Multimedia: Ichiro Ito / Q1055198